# Чернозёмненский сельский совет
Чернозёмненский сельский совет (укр. Чорноземненська сільська рада, крымскотат. Yañı Kerleut köy şurası) — административно-территориальная единица в Советском районе в составе АР Крым Украины (фактически до 2014 года), ранее до 1991 года — в составе Крымской области УССР в СССР. Расположен на северо-западе района, в степном Крыму, у границы с Нижнегорским. Население по переписи 2001 года — 3037 человек.
К 2014 году состоял из 5 сёл:
- Чернозёмное
- Алмазное
- Демьяновка
- Корнеевка
- Раздольное

## История
Чернозёмненский сельсовет был образован в период между 1 января и 1 июня 1977 года перенесением центра совета из Октябрьского, на 1 января 1977 года уже имел современный состав. С 12 февраля 1991 года сельсовет в восстановленной Крымской АССР, 26 февраля 1992 года переименованной в Автономную Республику Крым. С 21 марта 2014 года — аннексирован Россией. Законом «Об установлении границ муниципальных образований и статусе муниципальных образований в Республике Крым» от 4 июня 2014 года территория административной единицы была объявлена муниципальным образованием со статусом сельского поселения.